# Yerguk (cràter)
Yerguk és un cràter d'impacte en el planeta Venus de 6,3 km de diàmetre. Porta el nom d'un antropònim neghidalià, i el seu nom va ser aprovat per la Unió Astronòmica Internacional el 1997.